# Vladimirs Babičevs
Vladimirs Babičevs (22 aprile 1968) è un ex calciatore e allenatore di calcio lettone, di ruolo attaccante.

## Carriera

### Nazionale
Vanta 51 presenze in nazionale, tra il 1993 e il 1999, con 4 gol all'attivo.

## Palmarès

### Giocatore

#### Club
- Campionato lettone: 7

Skonto: 1993, 1994, 1995, 1996, 1997, 1998, 1999
- Coppa di Lettonia: 7

1995, 1997, 1998

#### Nazionale
- Coppa del Baltico: 1

1993

#### Individuale
- Calciatore lettone dell'anno: 1

1994